# Оносово (Мышкинский район)
Оносово — село в Мышкинском районе Ярославской области России. 
В рамках организации местного самоуправления входит в Приволжское сельское поселение, в рамках административно-территориального устройства относится к Поводневскому сельскому округу.

## География
Расположено в 6 км на юг от центра поселения села Шипилова и в 15 км на юго-запад от райцентра города Мышкин.

## История
Каменная Рождества Богородичная церковь с колокольней и оградой построена в 1789 году на средства прихожан. Престолов в ней было два: во имя Рождества Пресвятыя Богородицы и св. Николая Чудотворца. 
В конце XIX — начале XX века село являлось центром Оносовской волости Мышкинского уезда Ярославской губернии.
С 1929 года село являлось центром Оносовского сельсовета Мышкинского района, с 1954 года — в составе Шипиловского сельсовета, с 2005 года — в составе Приволжского сельского поселения.

## Население
| 1859 | 2002 | 2007 | 2010 |
| ---- | ---- | ---- | ---- |
| 176  | ↘13  | ↗30  | ↘2   |

## Достопримечательности
В селе расположена недействующая Рождества Пресвятой Богородицы (1789).